# Arrondissement Issoudun
Arrondissement Issoudun (fr. Arrondissement de Issoudun) je správní územní jednotka ležící v departementu Indre a regionu Centre-Val de Loire ve Francii. Člení se dále na čtyři kantony a 51 obcí.

## Kantony
- Issoudun-Nord
- Issoudun-Sud
- Saint-Christophe-en-Bazelle
- Vatan